# (11717) 1998 HU94
1998 إتش يو 94 (ويعرف أيضًا باسم (11717) 1998 إتش يو 94 وفق تسمية الكوكب الصغير) (بالإنجليزية: 1998 HU94)‏ هو كويكب ضمن حزام الكويكبات؛ وترتيبه 11717 من حيث الاكتشاف.
اكتُشف هذا الجُرم الفلكي بواسطة بحث لنكولن عن الكويكبات القريبة من الأرض في 21 أبريل 1998.

## وصلات خارجية
- (11717) 1998 HU94 في قاعدة بيانات مختبر الدفع النفاث لأجرام النظام الشمسي الصغيرة

- الاكتشاف · مخطط المدار ·  العناصر المدارية · المعلمات المادية

- (11717) 1998 HU94 على موقع ويكي سكاي: DSS2, SDSS, GALEX, IRAS, Hydrogen α, X-Ray, Astrophoto, Sky Map, Articles and images